# Las amazonas (série télévisée, 2016)
Pour les articles homonymes, voir Las amazonas.
Las amazonas est une telenovela mexicaine diffusée depuis le 16 mai 2016 sur Las Estrellas.

## Distribution
- Victoria Ruffo : Ines Huerta
- César Évora : Don Victoriano Santos
- Gabriela Vergara : Deborah Pineiro
- Guillermo García Cantú : Don Loreto Guzman Valdez
- Grettell Valdez : Casandra Santos Luna
- René Casados : Eduardo Mendoza Castro
- Mariluz Bermúdez : Constanza Santos Luna
- Juan Pablo Gil : Emiliano Guzmán Valdez Huerta
- Danna García : Diana Santos Luna
- Andrés Palacios : Alejandro San Román Huerta
- Natalia Guerrero : Lisete Ruiz
- Jacqueline Andere : Doña Bernarda Castro Vda. de Mendoza
- Alex Sirvent : Fabricio Allende
- Liz Gallardo : Montserrat
- Benjamín Rivero : Melitón Meléndez
- Alejandro Ruiz : Alonso Licea
- Alfredo Adame : Vicente Mendoza Castro
- Mónica Ayos : María Torres
- Alejandro Estrada : Elías Villarroel
- Boris Duflos : Robby Gómez
- Eduardo Liñán : Genaro Valencia
- Héctor Cruz : Ing. Octavio Bermúdez
- Marielena Zamora : Jacinta Ruiz
- Palmeira Cruz : Candela Lugo
- Rosita Pelayo : Lucha Navarro
- Fernando Robles : Don Artemio Villalobos
- Marcia Coutiño : Delia Montes
- Rafael del Villar : Don Roberto Gomez
- Marcos Montero : Aldo Robles
- Alberto R. Ruiz : Macario Torrenegro
- Flora Fernández : Aniceta Fernandez
- Carla Stefan : Elvia Ugarte
- Miranda Kay : María José San Román Ruiz, dite Marijose
- Sarahí Meza
- Valentina de los Cobos : Sabina San Román Ruiz, dite Sabi
- Landon Jay : Iván Villarroel

## Diffusion
- Las Estrellas (2016)
- América Televisión (2016)
- Telemicro (2016)
- Nova (2016)
- TCS Canal 2 (2016)
- Bolivisión (2016)
- Planet TV (2016)
- ZAP Novelas (2016)
- ZAP Novelas (2016)
- Canal 13 (2016)

## Autres versions
- Las amazonas (telenovela, 1985) (Venevisión, 1985)

### Sources
- (en) Cet article est partiellement ou en totalité issu de l’article de Wikipédia en anglais intitulé « Corazón que miente » (voir la liste des auteurs).